# L'Appât (film, 2010)
Pour les articles homonymes, voir L'Appât.
Pour plus de détails, voir Fiche technique et Distribution.
L'Appât est un film québécois réalisé par Yves Simoneau, sorti en 2010 et mettant en vedette Rachid Badouri et Guy A. Lepage.

## Synopsis
Un caïd de la mafia, Carboni (Michel Perron), meurt dans les bras d'un policier québécois gaffeur, Prudent Poirier (Guy A. Lepage). Au même moment en France, un agent des services secrets, Mohammed Choukroune « Ventura » (Rachid Badouri), est assigné par son patron à se rendre au Québec afin de parvenir à en savoir plus sur Carboni. Celui-ci détenait en effet des renseignements importants concernant une affaire sur laquelle enquêtaient les services de police français. Au fil de leur enquête, les deux policiers vont s'apercevoir que leurs patrons respectifs cachent de lourds secrets et fomentaient une fin funeste pour chacun d'entre eux.

## Fiche technique
Source : IMDb et Films du Québec
- Titre original : L'Appât
- Réalisation : Yves Simoneau
- Scénario : William Raymond et Yves Simoneau
- Musique : Normand Corbeil
- Conception visuelle : Michel Proulx
- Costumes : Mario Davignon
- Maquillage : Odile Ferlatte
- Coiffure : Martin Lapointe
- Photographie : Guy Dufaux
- Son : Mario Auclair, Christian Rivest, Gavin Fernandes (en)
- Montage : Richard Comeau
- Production : Josée Vallée et Yves Simoneau
- Société de production : Cirrus Communications
- Sociétés de distribution : Alliance Vivafilm , Les Films Séville
- Budget : 5,6 millions $ CA
- Pays de production :  Canada
- Langue originale : français
- Format : couleur
- Genre : comédie policière et action
- Durée : 84 minutes
- Dates de sortie :
  - Canada : 13 décembre 2010 (première au cinéma Impérial à Montréal)[2]
  - Canada : 17 décembre 2010 (sortie en salle au Québec)
  - Canada : 29 mars 2011 (DVD et Blu-ray)

## Distribution
- Rachid Badouri : Mohammed Choukroune alias « Ventura »
- Guy A. Lepage : Prudent Poirier
- Serge Dupire : Moulin
- Maxim Roy : Pinard
- Ayisha Issa : Van Cleef
- Romano Orzari : Mario
- Michel Perron : Carboni
- Frédéric Pierre : « Ti-Bobo »
- Angelo Cadet : « Ti-Tide »
- Abdelaziz Saadallah (ar) : Aziz (père de Ventura)
- Khadija Assad (ar) : Khadija (mère de Ventura)
- Marie-Josée Boudreau : patronne Automatix
- Manuel Tadros : maître de cérémonie
- Russell Yuen : Chang
- Sasha Samar : Molotov
- Gregory Hlady : Poutine
- Sylvie Lemay : veuve de Carboni
- Georges Laraque : garde du corps Tropicana

## Distinctions
Le film a reçu deux prix Aurore (prix citron) décernés par la série télévisée Infoman: 
- Le prix du pire accessoire de l'année[3].
- Le prix Aurore « liquid paper » masculin à l'acteur qui devrait faire disparaître de son CV le film dans lequel il a compromis sa carrière cette année[3].

Ce film est l'un des rares films québécois à avoir été importé en Chine.

## Anecdotes
Le film rassemble à nouveau trois acteurs de la série de courts métrages Assassin's Creed: Lineage : Manuel Tadros, Romano Orzari et Michel Perron.
Yves Simoneau, le réalisateur de L'Appât, y a aussi travaillé en tant que réalisateur et scénariste.